# هويان داي غن
الأمير العظيم هويآن (회안대군 | 懷安大君) , (ولد في 1364 ومات في 1421) , هو الابن الرابع للملك تايجو ملك جوسون الأول , اسمه عند الولادة بانغان  (방간 | 芳幹) .
كسب اسماً بعد الوفاة (시호 | 諡號) هو : يانغهوي (양희 | 良僖) , اسمه القلمي هو مانغ وودانغ (망우당 | 忘牛堂) .

## حياته
هو الابن الرابع للملك تايجو من الملكة شينوي من عشيرة هان (신의왕후 한씨 | 神懿王后 韓氏) . تزوج ابنة (منها تشانسونغسا (문하 찬성사 | 門下贊成事) منسون (민선 | 閔璿)) , يوهينغ من عشيرة من (여흥 민씨 | 驪興 閔氏) .
في 1392 (السنة الأولى من حكم الملك تايجو)في 7 أغسطس تم تأسيس مملكة جوسون وتم رفع مرتبة بعض الأمراء .
في 1400 (السنة الثانية للملك جونغجونغ) حدث صراع الأمراء الثاني حيث حارب يي بانغوون مع أخيه ونفاه .
في 1421 (السنة الثالثة من حكم الملك العظيم سيجونغ) مات في 9 مارس

## الأسرة

### أقاربه
- الأب : الملك تايجو (태조) .
- الأم : الملكة شينوي من عشيرة هان (신의왕후 한씨) .
- الإخوة :
  - الأمير العظيم جنآن (진안대군) .
  - الأمير العظيم يونغآن (영안대군) .
  - الأمير العظيم إغآن (익안대군) .
  - الأمير العظيم جونغآن (정안대군) .
  - الأمير العظيم دوغآن (덕안대군) .
  - الأمير العظيم موآن (무안대군) .
  - الأمير العظيم ويآن (의안대군) .
- الأخوات :
  - الأميرة غيونغشن (경신공주) .
  - الأميرة غيونغسون (경선공주) .
  - الأميرة سكشن (숙신옹주) .
  - الأميرة غيونغسن (경순공주) .
  - الأميرة ويريونغ (의령옹주) .

### عائلته
- الزوجة : يوهينغ من عشيرة من  (삼한국대부인 여흥 민씨 | 三韓國大夫人 驪興閔氏) , ولدت في ؟ وماتت في 1407 , ابنة (منها تشانسونغسا (문하 찬성사 | 門下贊成事) منسون (민선 | 閔璿)) , أنجبت :
  - الأمير ويريونغ (의령군 | 義寧君) يي ماينغجنغ (이맹중 | 李孟衆) , (ولد في ؟ ومات في 1423) , الابن الوحيد .
  - الأميرة سونغهي (성혜옹주 | 誠惠翁主) , (ولدت في ؟ وماتت في 1431) - تزوجت تشو بيونغيانغ (평양 조씨 | 平壤趙氏) , الابنة الأولى .
  - الأميرة شنهي (신혜옹주 | 信惠翁主) - تزوجت من يي آنسونغ (안성 이씨 | 安城李氏) , الابنة الثانية .
- الزوجة : هوانغ مليانغ (삼한국대부인 밀양 황씨 | 三韓國大夫人 密陽黃氏) ابنة هوانغ هيونغ (황형 | 黃亨) .
  - الأمير تشانغنيونغ (창녕군 | 昌寧君) يي تايوون (이태 | 李泰) , الابن الوحيد .
- الزوجة : غيم غمبو (금릉부부인 김포 금씨 | 金陵府夫人 金浦琴氏) ابنة جونغرانغ (정랑 | 正郎) غيم إنباي (금인배 | 琴仁排) , أنجبت :
  - الأمير غيمسونغ (금성군 | 金城君) (ولد في 1409 ومات في ؟) سون (선 | 善) , الابن الأول .
  - الأمير غيمسان (금산군 | 金山君) الأمير جنغ (중군 | 仲窘) , الابن الثاني .
  - ابنة وحيدة تزوجت من باكغيونغمو (박경무 | 朴景武) .